# Caloptilia dondavisi
Caloptilia dondavisi är en fjärilsart som beskrevs av Landry 2006. Caloptilia dondavisi ingår i släktet Caloptilia och familjen styltmalar.
Artens utbredningsområde är Ecuador. Inga underarter finns listade i Catalogue of Life.